# Barcelona Open
 For alternative betydninger, se Barcelona Open (flertydig). (Se også artikler, som begynder med Barcelona Open)
Barcelona Open er en tennisturnering for professinelle mandlige tennisspillere, der hvert år i slutningen af april måned afvikles på grusbaner i Real Club de Tenis Barcelona i Barcelona, Spanien. Turneringen er en del af ATP World Tour, hvor den er kategoriseret som en ATP Tour 500-turnering, hvilket betyder, at det er den næsthøjst rangerende tennisturnering i Spanien, kun overgået af Madrid Open.
Mesterskabet er blevet spillet siden 1953, og Rafael Nadal har rekorden for flest turneringssejre i singlerækken med 12 titler i perioden 2005-21. Ingen andre har vundet singletitlen mere end tre gange. Roy Emerson har rekorden i doublerækken med syv titler vundet i perioden 1959-66.

## Vindere og finalister

### Herresingle

#### Vindere af flest titler
| Titler | Spiller        | År                                                                     |
| ------ | -------------- | ---------------------------------------------------------------------- |
| 12     | Rafael Nadal   | 2005, 2006, 2007, 2008, 2009, 2011, 2012, 2013, 2016, 2017, 2018, 2021 |
| 3      | Roy Emerson    | 1961, 1963, 1964                                                       |
| 3      | Manuel Orantes | 1969, 1971, 1976                                                       |
| 3      | Mats Wilander  | 1982, 1983, 1984                                                       |

#### Finaler
| År   | Mester                                   | Finalist                                 | Finaleresultat                           |
| ---- | ---------------------------------------- | ---------------------------------------- | ---------------------------------------- |
| 1953 | Vic Seixas (1)                           | Enrique Morea                            | 6–3, 6–4, 22–20                          |
| 1954 | Tony Trabert (1)                         | Vic Seixas                               | 6–0, 6–1, 6–3                            |
| 1955 | Art Larsen (1)                           | Budge Patty                              | 7–5, 3–6, 7–5, 2–6, 6–4                  |
| 1956 | Herbert Flam (1)                         | Bob Howe                                 | 6–2, 6–3, 6–0                            |
| 1957 | Herbert Flam (2)                         | Mervyn Rose                              | 6–4, 4–6, 6–3, 6–4                       |
| 1958 | Sven Davidson (1)                        | Mervyn Rose                              | 4–6, 6–2, 7–5, 6–1                       |
| 1959 | Neale Fraser (1)                         | Roy Emerson                              | 6–2, 6–4, 3–6, 6–2                       |
| 1960 | Andrés Gimeno (1)                        | Giuseppe Merlo                           | 6–1, 6–2, 6–1                            |
| 1961 | Roy Emerson (1)                          | Manuel Santana                           | 6–4, 6–4, 6–1                            |
| 1962 | Manuel Santana (1)                       | Ramanathan Krishnan                      | 3–6, 6–3, 6–4, 8–6                       |
| 1963 | Roy Emerson (2)                          | Juan Manuel Couder                       | 0–6, 6–4, 6–3, 4–6, 6–3                  |
| 1964 | Roy Emerson (3)                          | Manuel Santana                           | 2–6, 7–5, 6–3, 6–3                       |
| 1965 | Juan Gisbert (1)                         | Martin Mulligan                          | 6–4, 4–6, 6–1, 2–6, 6–2                  |
| 1966 | Thomaz Koch (1)                          | Nikola Pilić                             | 6–3, 6–2, 3–6, 7–5                       |
| 1967 | Martin Mulligan (1)                      | Rafael Osuna                             | 5–7, 7–5, 6–4, 6–3                       |
| 1968 | Martin Mulligan (2)                      | Ingo Buding                              | 6–0, 6–1, 6–0                            |
| 1969 | Manuel Orantes (1)                       | Manuel Santana                           | 6–4, 7–5, 6–4                            |
| 1970 | Manuel Santana (2)                       | Rod Laver                                | 6–4, 6–3, 6–4                            |
| 1971 | Manuel Orantes (2)                       | Bob Lutz                                 | 6–4, 6–3, 6–4                            |
| 1972 | Jan Kodeš (1)                            | Manuel Orantes                           | 6–3, 6–2, 6–3                            |
| 1973 | Ilie Năstase (1)                         | Manuel Orantes                           | 2–6, 6–1, 8–6, 6–4                       |
| 1974 | Ilie Năstase (2)                         | Manuel Orantes                           | 8–6, 9–7, 6–3                            |
| 1975 | Björn Borg (1)                           | Adriano Panatta                          | 1–6, 7–6(5), 6–3, 6–2                    |
| 1976 | Manuel Orantes (3)                       | Eddie Dibbs                              | 6–1, 2–6, 2–6, 7–5, 6–4                  |
| 1977 | Björn Borg (2)                           | Manuel Orantes                           | 6–2, 7–5, 6–2                            |
| 1978 | Balázs Taróczy (1)                       | Ilie Năstase                             | 1–6, 7–5, 4–6, 6–3, 6–4                  |
| 1979 | Hans Gildemeister (1)                    | Eddie Dibbs                              | 6–4, 6–3, 6–1                            |
| 1980 | Ivan Lendl (1)                           | Guillermo Vilas                          | 6–4, 5–7, 6–4, 4–6, 6–1                  |
| 1981 | Ivan Lendl (2)                           | Guillermo Vilas                          | 6–0, 6–3, 6–0                            |
| 1982 | Mats Wilander (1)                        | Guillermo Vilas                          | 6–3, 6–4, 6–3                            |
| 1983 | Mats Wilander (2)                        | Guillermo Vilas                          | 6–0, 6–3, 6–1                            |
| 1984 | Mats Wilander (3)                        | Joakim Nyström                           | 7–6(5), 6–4, 0–6, 6–2                    |
| 1985 | Thierry Tulasne (1)                      | Mats Wilander                            | 0–6, 6–2, 3–6, 6–4, 6–0                  |
| 1986 | Kent Carlsson (1)                        | Andreas Maurer                           | 6–2, 6–2, 6–0                            |
| 1987 | Martín Jaite (1)                         | Mats Wilander                            | 7–6(5), 6–4, 4–6, 0–6, 6–4               |
| 1988 | Kent Carlsson (2)                        | Thomas Muster                            | 6–3, 6–3, 3–6, 6–1                       |
| 1989 | Andrés Gómez (1)                         | Horst Skoff                              | 6–4, 6–4, 6–2                            |
| 1990 | Andrés Gómez (2)                         | Guillermo Pérez Roldán                   | 6–0, 7–6(3), 3–6, 0–6, 6–2               |
| 1991 | Emilio Sánchez (1)                       | Sergi Bruguera                           | 6–4, 7–6(7), 6–2                         |
| 1992 | Carlos Costa (1)                         | Magnus Gustafsson                        | 6–4, 7–6(3), 6–4                         |
| 1993 | Andrej Medvedev (1)                      | Sergi Bruguera                           | 6–7(7), 6–3, 7–5, 6–4                    |
| 1994 | Richard Krajicek (1)                     | Carlos Costa                             | 6–4, 7–6(6), 6–2                         |
| 1995 | Thomas Muster (1)                        | Magnus Larsson                           | 6–2, 6–1, 6–4                            |
| 1996 | Thomas Muster (2)                        | Marcelo Ríos                             | 6–3, 4–6, 6–4, 6–1                       |
| 1997 | Albert Costa (1)                         | Albert Portas                            | 7–5, 6–4, 6–4                            |
| 1998 | Todd Martin (1)                          | Alberto Berasategui                      | 6–2, 1–6, 6–3, 6–2                       |
| 1999 | Félix Mantilla (1)                       | Karim Alami                              | 7–6(2), 6–3, 6–3                         |
| 2000 | Marat Safin (1)                          | Juan Carlos Ferrero                      | 6–3, 6–3, 6–4                            |
| 2001 | Juan Carlos Ferrero (1)                  | Carlos Moyà                              | 4–6, 7–5, 6–3, 3–6, 7–5                  |
| 2002 | Gastón Gaudio (1)                        | Albert Costa                             | 6–4, 6–0, 6–2                            |
| 2003 | Carlos Moyà (1)                          | Marat Safin                              | 5–7, 6–2, 6–2, 3–0 opg.                  |
| 2004 | Tommy Robredo (1)                        | Gastón Gaudio                            | 6–3, 4–6, 6–2, 3–6, 6–3                  |
| 2005 | Rafael Nadal (1)                         | Juan Carlos Ferrero                      | 6–1, 7–6(4), 6–3                         |
| 2006 | Rafael Nadal (2)                         | Tommy Robredo                            | 6–4, 6–4, 6–0                            |
| 2007 | Rafael Nadal (3)                         | Guillermo Cañas                          | 6–3, 6–4                                 |
| 2008 | Rafael Nadal (4)                         | David Ferrer                             | 6–1, 4–6, 6–1                            |
| 2009 | Rafael Nadal (5)                         | David Ferrer                             | 6–2, 7–5                                 |
| 2010 | Fernando Verdasco (1)                    | Robin Söderling                          | 6–3, 4–6, 6–3                            |
| 2011 | Rafael Nadal (6)                         | David Ferrer                             | 6–2, 6–4                                 |
| 2012 | Rafael Nadal (7)                         | David Ferrer                             | 7–6(1), 7–5                              |
| 2013 | Rafael Nadal (8)                         | Nicolás Almagro                          | 6–4, 6–3                                 |
| 2014 | Kei Nishikori (1)                        | Santiago Giraldo                         | 6–2, 6–2                                 |
| 2015 | Kei Nishikori (2)                        | Pablo Andújar                            | 6–4, 6–4                                 |
| 2016 | Rafael Nadal (9)                         | Kei Nishikori                            | 6–4, 7–5                                 |
| 2017 | Rafael Nadal (10)                        | Dominic Thiem                            | 6–4, 6–1                                 |
| 2018 | Rafael Nadal (11)                        | Stefanos Tsitsipas                       | 6–2, 6–1                                 |
| 2019 | Dominic Thiem (1)                        | Daniil Medvedev                          | 6–4, 6–0                                 |
| 2020 | Ingen turnering pga. COVID-19-pandemien. | Ingen turnering pga. COVID-19-pandemien. | Ingen turnering pga. COVID-19-pandemien. |
| 2021 | Rafael Nadal (12)                        | Stefanos Tsitsipas                       | 6–4, 6–7(6), 7–5                         |
| 2022 | Carlos Alcaraz (1)                       | Pablo Carreño Busta                      | 6–3, 6–2                                 |
| 2023 | Carlos Alcaraz (2)                       | Stefanos Tsitsipas                       | 6–3, 6–4                                 |
| 2024 | Casper Ruud (1)                          | Stefanos Tsitsipas                       | 7–5, 6–3                                 |
| 2025 | Holger Rune (1)                          | Carlos Alcaraz                           | 7–6(8–6), 6–2                            |

### Herredouble

#### Vindere af flest titler
| Titler | Spiller     | År                                       |
| ------ | ----------- | ---------------------------------------- |
| 7      | Roy Emerson | 1959, 1960, 1962, 1963, 1964, 1965, 1966 |

#### Finaler
| År   | Mestre                                       | Finalister                               | Finaleresultat                           |
| ---- | -------------------------------------------- | ---------------------------------------- | ---------------------------------------- |
| 1953 | Enrique Morea (1) Vic Seixas (2)             | Jaime Bartrolí Lennart Bergelin          | 6–3, 3–6, 6–3, 6–1                       |
| 1954 | Vic Seixas (2) Tony Trabert (1)              | Jack Arkinstall Malcolm Fox              | 6–3, 6–4, 6–2                            |
| 1955 | Mervyn Rose (1) George Worthington (1)       | Art Larsen Budge Patty                   | 6–2, 2–6, 6–2, 6–1                       |
| 1956 | Don Candy (1) Lew Hoad (1)                   | Bob Howe Art Larsen                      | 6–1, 6–1, 6–2                            |
| 1957 | Bob Howe (1) Mervyn Rose (2)                 | Herbert Flam Sidney Schwartz             | 6–3, 6–3, 5–7, 6–1                       |
| 1958 | Jaroslav Drobný (1) Budge Patty (1)          | Mervyn Rose Warren Woodcock              | 7–5, 6–3, 6–2                            |
| 1959 | Roy Emerson (1) Neale Fraser (1)             | Luis Ayala Rod Laver                     | 6–2, 4–6, 6–4, 13–11                     |
| 1960 | Roy Emerson (2) Neale Fraser (2)             | José Luis Arilla Andrés Gimeno           | 6–4, 6–0, 6–4                            |
| 1961 | Bob Hewitt (1) Fred Stolle (1)               | Bob Mark Manuel Santana                  | 2–6, 6–3, 6–4, 6–4                       |
| 1962 | Roy Emerson (3) Neale Fraser (3)             | Bob Hewitt Fred Stolle                   | 8–6, 8–6, 6–4                            |
| 1963 | Roy Emerson (4) Manuel Santana (1)           | José Luis Arilla Eduardo Soriano         | 5–7, 6–2, 3–6, 7–5, 6–3                  |
| 1964 | Roy Emerson (5) Ken Fletcher (1)             | José Mandarino Eduardo Soriano           | 6–3, 8–6, 1–6, 5–7, 6–3                  |
| 1965 | Roy Emerson (6) Ramanathan Krishnan (1)      | José Luis Arilla Manuel Santana          | 6–2, 6–1, 6–1                            |
| 1966 | Roy Emerson (7) Fred Stolle (2)              | Thomaz Koch José Mandarino               | 9–7, 6–4                                 |
| 1967 | Thomaz Koch (1) José Mandarino (1)           | Ramanathan Krishnan Rafael Osuna         | 6–2, 6–4, 8–6                            |
| 1968 | Carlos Fernandes (1) Patricio Rodríguez (1)  | Thomaz Koch José Mandarino               | 6–2, 3–6, 6–3, 6–1, 6–4                  |
| 1969 | Manuel Orantes (1) Patricio Rodríguez (2)    | Terry Addison Ray Keldie                 | 8–10, 6–3, 6–1, 5–7, 6–2                 |
| 1970 | Lew Hoad (2) Manuel Santana (2)              | Andrés Gimeno Rod Laver                  | 6–4, 9–7, 7–5                            |
| 1971 | Željko Franulović (1) Juan Gisbert (1)       | Cliff Drysdale Andrés Gimeno             | 7–6, 6–2, 7–6                            |
| 1972 | Juan Gisbert (2) Manuel Orantes (2)          | Frew McMillan Ilie Năstase               | 6–3, 3–6, 6–4                            |
| 1973 | Ilie Năstase (1) Tom Okker (1)               | Antonio Muñoz Manuel Orantes             | 4–6, 6–3, 6–2                            |
| 1974 | Juan Gisbert (3) Ilie Năstase (2)            | Manuel Orantes Guillermo Vilas           | 3–6, 6–0, 6–2                            |
| 1975 | Björn Borg (1) Guillermo Vilas (1)           | Wojciech Fibak Karl Meiler               | 3–6, 6–4, 6–3                            |
| 1976 | Brian Gottfried (1) Raúl Ramírez (1)         | Bob Hewitt Frew McMillan                 | 3–6, 6–4                                 |
| 1977 | Wojciech Fibak (1) Jan Kodeš (1)             | Bob Hewitt Frew McMillan                 | 6–0, 6–4                                 |
| 1978 | Željko Franulović (2) Hans Gildemeister (1)  | Jean-Louis Haillet Gilles Moretton       | 6–1, 6–4                                 |
| 1979 | Paolo Bertolucci (1) Adriano Panatta (1)     | Carlos Kirmayr Cassio Motta              | 6–4, 6–3                                 |
| 1980 | Steve Denton (1) Ivan Lendl (1)              | Pavel Složil Balázs Taróczy              | 6–2, 6–7, 6–3                            |
| 1981 | Anders Järryd (1) Hans Simonsson (1)         | Andrés Gómez Hans Gildemeister           | 6–1, 6–4                                 |
| 1982 | Anders Järryd (2) Hans Simonsson (2)         | Carlos Kirmayr Cassio Motta              | 6–3, 6–2                                 |
| 1983 | Anders Järryd (3) Hans Simonsson (3)         | Jim Gurfein Erick Iskersky               | 7–5, 6–3                                 |
| 1984 | Pavel Složil (1) Tomáš Šmíd (1)              | Martín Jaite Víctor Pecci                | 6–2, 6–0                                 |
| 1985 | Sergio Casal (1) Emilio Sánchez (1)          | Jan Gunnarsson Michael Mortensen         | 6–3, 6–3                                 |
| 1986 | Jan Gunnarsson (1) Joakim Nyström (1)        | Carlos di Laura Claudio Panatta          | 6–3, 6–4                                 |
| 1987 | Miloslav Mečíř (1) Tomáš Šmíd (2)            | Javier Frana Christian Miniussi          | 6–1, 6–2                                 |
| 1988 | Sergio Casal (2) Emilio Sánchez (2)          | Claudio Mezzadri Diego Pérez             | 6–4, 6–3                                 |
| 1989 | Gustavo Luza (1) Christian Miniussi (1)      | Sergio Casal Tomáš Šmíd                  | 6–3, 6–3                                 |
| 1990 | Andrés Gómez (1) Javier Sánchez (1)          | Sergio Casal Emilio Sánchez              | 7–6(1), 7–5                              |
| 1991 | Horacio de la Peña (1) Diego Nargiso (1)     | Boris Becker Eric Jelen                  | 3–6, 7–6(2), 6–4                         |
| 1992 | Andrés Gómez (2) Javier Sánchez (2)          | Ivan Lendl Karel Nováček                 | 6–4, 6–4                                 |
| 1993 | Shelby Cannon (1) Scott Melville (1)         | Sergio Casal Emilio Sánchez              | 7–6(4), 6–1                              |
| 1994 | Jevgenij Kafelnikov (1) David Rikl (1)       | Jim Courier Javier Sánchez               | 5–7, 6–1, 6–4                            |
| 1995 | Trevor Kronemann (1) David Macpherson (1)    | Andrea Gaudenzi Goran Ivanišević         | 6–2, 6–4                                 |
| 1996 | Luis Lobo (1) Javier Sánchez (3)             | Neil Broad Piet Norval                   | 6–1, 6–3                                 |
| 1997 | Alberto Berasategui (1) Jordi Burillo (1)    | Pablo Albano Àlex Corretja               | 6–3, 7–5                                 |
| 1998 | Jacco Eltingh (1) Paul Haarhuis (1)          | Ellis Ferreira Rick Leach                | 7–5, 6–0                                 |
| 1999 | Paul Haarhuis (2) Jevgenij Kafelnikov (2)    | Massimo Bertolini Cristian Brandi        | 7–5, 6–3                                 |
| 2000 | Nicklas Kulti (1) Mikael Tillström (1)       | Paul Haarhuis Sandon Stolle              | 6–2, 6–7(2), 7–6(5)                      |
| 2001 | Donald Johnson (1) Jared Palmer (1)          | Tommy Robredo Fernando Vicente           | 7–6(2), 6–4                              |
| 2002 | Michael Hill (1) Daniel Vacek (1)            | Lucas Arnold Ker Gastón Etlis            | 6–4, 6–4                                 |
| 2003 | Bob Bryan (1) Mike Bryan (1)                 | Chris Haggard Robbie Koenig              | 6–4, 6–3                                 |
| 2004 | Mark Knowles (1) Daniel Nestor (1)           | Mariano Hood Sebastián Prieto            | 4–6, 6–3, 6–4                            |
| 2005 | Leander Paes (1) Nenad Zimonjić (1)          | Feliciano López Rafael Nadal             | 6–3, 6–3                                 |
| 2006 | Mark Knowles (2) Daniel Nestor (2)           | Mariusz Fyrstenberg Marcin Matkowski     | 6–2, 6–7(4), [10–5]                      |
| 2007 | Andrei Pavel (1) Alexander Waske (1)         | Rafael Nadal Tomeu Salvà                 | 6–3, 7–6(1)                              |
| 2008 | Bob Bryan (2) Mike Bryan (2)                 | Mariusz Fyrstenberg Marcin Matkowski     | 6–3, 6–2                                 |
| 2009 | Daniel Nestor (3) Nenad Zimonjić (2)         | Mahesh Bhupathi Mark Knowles             | 6–3, 7–6(9)                              |
| 2010 | Daniel Nestor (4) Nenad Zimonjić (3)         | Lleyton Hewitt Mark Knowles              | 4–6, 6–3, [10–6]                         |
| 2011 | Santiago González (1) Scott Lipsky (1)       | Bob Bryan Mike Bryan                     | 5–7, 6–2, [12–10]                        |
| 2012 | Mariusz Fyrstenberg (1) Marcin Matkowski (1) | Marcel Granollers Marc López             | 2–6, 7–6(7), [10–8]                      |
| 2013 | Alexander Peya (1) Bruno Soares (1)          | Robert Lindstedt Daniel Nestor           | 5–7, 7–6(7), [10–4]                      |
| 2014 | Jesse Huta Galung (1) Stéphane Robert (1)    | Daniel Nestor Nenad Zimonjić             | 6–3, 6–3                                 |
| 2015 | Marin Draganja (1) Henri Kontinen (1)        | Jamie Murray John Peers                  | 6–3, 6–7(6), [11–9]                      |
| 2016 | Bob Bryan (3) Mike Bryan (3)                 | Pablo Cuevas Marcel Granollers           | 7–5, 7–5                                 |
| 2017 | Florin Mergea (1) Aisam-ul-Haq Qureshi (1)   | Philipp Petzschner Alexander Peya        | 6–4, 6–3                                 |
| 2018 | Feliciano López (1) Marc López (1)           | Aisam-ul-Haq Qureshi Jean-Julien Rojer   | 7–6(5), 6–4                              |
| 2019 | Juan Sebastián Cabal (1) Robert Farah (1)    | Jamie Murray Bruno Soares                | 6–4, 7–6(4)                              |
| 2020 | Ingen turnering pga. COVID-19-pandemien.     | Ingen turnering pga. COVID-19-pandemien. | Ingen turnering pga. COVID-19-pandemien. |
| 2021 | Juan Sebastián Cabal (2) Robert Farah (2)    | Kevin Krawietz Horia Tecău               | 6–4, 6–2                                 |
| 2022 | Kevin Krawietz (1) Andreas Mies (1)          | Wesley Koolhof Neal Skupski              | 6–7(3), 7–6(5), [10–6]                   |
| 2023 | Máximo González (1) Andrés Molteni (1)       | Wesley Koolhof Neal Skupski              | 6–3, 6–7(8), [10–4]                      |
| 2024 | Máximo González (2) Andrés Molteni (2)       | Hugo Nys Jan Zieliński                   | 4–6, 6–4, [11–9]                         |
| 2025 | Sander Arends (1) Luke Johnson (1)           | Joe Salisbury Neal Skupski               | 6–3, 6–7(1–7), [10–6]                    |

## Eksterne links
- Barcelona Open (spansk) (catalansk) (engelsk)
- ATP World Tour - Barcelona Open (engelsk)
- ATP Tour - Tournament Heritage: Barcelona (21. april 2020) (engelsk)